# Мурсия (королевство)
Королевство Мурсия (исп. Reino de Murcia) — территория, подчинённая Кастильской короне.
Королевство Мурсия просуществовало в 1258—1833 гг. На протяжении веков территория королевства изменялась, но в разные времена включала в себя территории современных провинций Мурсия, юго-восток Альбасете, юг Аликанте и несколько поселений Хаэна.
История королевства начинается со времён Реконкисты, когда в XIII веке христиане отвоевали часть Аль-Андалуса. На юго-востоке Пиренейского полуострова были образованы епархия Картахены и королевство Мурсия в составе Кастильской короны. В течение долгого времени христианская Мурсия граничила с мусульманским Гранадским эмиратом. Это привело к построению защитных сооружений. Одно из них, Замок в Лорке, сегодня является одним из крупнейших замков Испании.
Однако опасность исходила не только от мусульманских эмиратов. В 1296 году король Арагона Хайме II вторгся в Королевство Мурсия, присоединив его к своим владениям. В 1305 году между Кастилией и Арагоном был подписан договор Эльче, по которому Мурсия была возвращена, за исключением небольшой территории.
Позже Королевство Мурсия сыграло ключевую роль в победе над Гранадским эмиратом в 1492 году. Также Мурсия выступила против войск Наполеона, который так и не смог взять Картахену.
Просуществовало королевство до реформы 1833 года, когда на его территории был создан регион Мурсия, состоящий из провинций Мурсия и Альбасете.

## Интересные факты
Королевство Мурсии хоть и было частью Кастильской короны, имело пять, а после семь привилегий. Это было отражено на флаге — семь корон на синем фоне. Флаг современной Мурсии также включает в себя семь корон, но на малиновом фоне, цвете Картахены.